# Красноштанов, Алексей Николаевич
Красноштанов Алексей Николаевич (Род. 10 июня 1963 года в пос. Витим Ленского района Якутской АССР) — российский предприниматель, государственный и политический деятель. Депутат Государственной Думы VII созыва, член фракции «Единая Россия», член комитета Госдумы по бюджету и налогам.

## Биография
В 1982 году с отличием окончил Иркутский строительный техникум. С 1982 по 1984 год проходил срочную службу в Советской Армии. В 1990 году получил высшее образование по специальности «Экономика и планирование строительного производства» заочно окончив Иркутский институт народного хозяйства. После демобилизации из армии был принят на работу в Ремонтно-строительное управление № 7, управление занималось ремонтом зданий. В 1989 году занялся предпринимательской деятельностью, открыл собственную компанию, которая работала в строительном бизнесе.
В 2000 годах занимался поставками топлива, являлся владельцем фирмы «Эдельвейс ИК», которая имела собственную сеть автозаправочных станций. С 2002 по 2013 год был совладельцем компании «Нью-Лен-Ойл», в 2009 году возглавил компанию став её генеральным директором. С 2005 по 2016 год вместе с женой был собственником компании "Торговый дом «Иркутская топливная компания». В 2007 году учредил благотворительный Фонд Красноштанова, который занимался оказанием материальной помощи социально-незащищённым и малоимущим гражданам. С 2009 по 2010 год был генеральным директором ООО "Строительная компания «Дом». С августа 2012 года по сентябрь 2016 года работал генеральный директором в ООО "Финансово-строительная компания «ДомСтрой», являлся собственником 90 % этой компании.
В 2009 году баллотировался от партии «Единая Россия» в депутаты Думы города Иркутска V созыва, по результатам выборов избран депутатом по одномандатному избирательному округу № 3.
В сентябре 2013 года выдвигался от партии «Единая Россия» в депутаты Законодательного собрания, по итогам выборов избран депутатом Законодательного собрания Иркутской области II созыва по одномандатному избирательному округу № 3.
В сентябре 2016 года баллотировался в депутаты Госдумы от партии «Единая Россия», по итогам выборов был избран депутатом Государственной Думы VII созыва по одномандатному избирательному округу № 94.
По официальным данным из декларации депутата А. Н. Красноштанова за 2017 год, он сам заработал 4 498 199,73 рублей, а его жена — 670 409 360,03 рублей.

## Законотворческая деятельность
С 2016 по 2019 год, в течение исполнения полномочий депутата Государственной Думы VII созыва, выступил соавтором 59 законодательных инициатив и поправок к проектам федеральных законов.